# Charles Billoré
Charles Eugène Billoré, né à Amiens le 5 mai 1851 et mort dans la même ville le 16 février 1900, est un architecte français. Il est inspecteur des édifices diocésains d'Amiens.

## Biographie

### Jeunesse et formation
Charles Billoré est le fils de Joseph Eugène, secrétaire général de la mairie d'Amiens, chevalier de l'ordre de la Légion d'honneur, et de Sophie Adèle Picavet, il épouse, le 28 octobre 1882 à Abbeville, Alexandrine Marie Andrée Henrique.
Charles Billoré est l'élève de Julien Guadet à l’école des beaux-arts de Paris, promotion 1872, première classe en 1875. Il travaille aussi avec Louis Sauvageot.

### Carrière professionnelle
Il construit un grand nombre de bâtiments dont des écoles, des hôtels particuliers, des constructions balnéaires à Saint-Valéry, à Paris-Plage, à Boulogne-sur-Mer et à Cayeux.
En 1882, la Caisse d'Epargne achète une propriété comprenant un hôtel sur rue, avec deux ailes à droite et à gauche, une cour et un jardin. Le 22 mars, une commission nommée pour étudier les modalités de cet achat et procéder à l'agencement de l'immeuble fait le choix de l'architecte Charles Billoré. Après l'acceptation des plans, des ennuis surgissent lors des travaux et l'architecte est en désaccord avec la commission. Le 28 février 1883, on fait appel à l'architecte parisien Julien Guadet.

### Un architecte reconnu et honoré
Il devient membre de la société des Architectes du Nord (Somme, Nord et Pas-de-Calais) en 1883. Il en est le président.
Il est aussi président de l'association amicale des anciens élèves du lycée d'Amiens, membre du comité directeur de l'Assistance par le travail, membre du conseil d'administration de la société industrielle, membre titulaire de la société des antiquaires de Picardie, membre du conseil d'administration de la bibliothèque municipale et membre correspondant de la société centrale d'architecture de Belgique.
Il est inspecteur des édifices diocésains d'Amiens en remplacement de François Céleste Massenot à partir de 1887.
Il est nommé officier d'Académie le 1er février 1900.
Il meurt le 16 février 1900, dans l'exercice de sa profession, et en tant que conservateur de la cathédrale, d'une chute dans la cathédrale Notre-Dame d'Amiens. Il est enterré au cimetière de La Madeleine (Amiens),.

## Réalisations notables
- Tombeau de la famille Ladurelle-Royon au cimetière de La Madeleine (Amiens)[6],
- 1880 Mairie-école de Mirvaux  Inscrit MH[7]
- 1880 Mairie-école de Pierregot  Inscrit MH[8]
- 1881 Mairie-école de Fréchencourt  Inscrit MH[9]
- 1886 Chapelle Saint-André de Paris-Plage, Paris-Plage, remplacée vers 1927 par la Poste.
- 1886 Grand-Hôtel du Touquet-Paris-Plage, Paris-Plage
- 1888 Mairie-école de Rubempré  Inscrit MH[10]

## Pour approfondir